# テイト・シャファレヴィッチ群
数論幾何学のテイト・シャファレヴィッチ群（テイト・シャファレヴィッチぐん、英: Tate–Shafarevich group）とは、代数体
K
上定義されたアーベル多様体
A（もしくはもっと一般の群スキーム）に対して定まる群
Ш(A/K)
のことである。これはヴェイユ・シャトレ群
WC(A/K) = H1(GK, A)
の元で
K
のすべての完備化（K から得られる p 進体と実または複素の完備化）において自明となるものの集まりとして定義される。これは、ガロアコホモロジーを使うと
{\displaystyle \bigcap _{v}\mathrm {ker} \left(H^{1}\left(G_{K},A\right)\rightarrow H^{1}\left(G_{K_{v}},A_{v}\right)\right)}
と書くことができる。この群はサージ・ラングとジョン・テイトとイゴール・シャファレヴィッチによって考え出された。キリル文字のШ（シャファレヴィッチのシャー）を使う
Ш(A/K)
という表記はキャッセルズによりはじめられた。それまでは
TS
という記号が使われていた。

## テイト・シャファレヴィッチ群の元
幾何学的には、テイト・シャファレヴィッチ群の自明でない元は、K
のすべての素点
v
に対して
Kv 有理点を持つが、しかし
K
有理点は持たない
A
の等質空間と考えることができる。したがってこの群は体
K
を係数とする有理方程式についてハッセの原理がどのくらい成り立たないかを測っている。Lind (1940) は、種数1の曲線
x4 − 17 = 2y2
は有理点を持たないが実数体とすべての p 進体について解を持つことを示すことにより、このような等質空間の例を与えた。Selmer (1951) は
3x3 + 4y3 + 5z3 = 0
などたくさんの例を与えた。
特別な場合であるアーベル多様体のある与えられた有限位数
n
を持つ点からなる有限群スキームについてのテイト・シャファレヴィッチ群はセルマー群と密接に関係している。

## テイト・シャファレヴィッチ予想
テイト・シャファレヴィッチ予想とは、テイト・シャファレヴィッチ群は有限であろうという予想である。カール・ルービンは虚数乗法を持ち階数が1以下のある楕円曲線についてこれを証明した。ヴィクター・コリヴァギンはこれを解析的階数が1以下の有理数体上のモジュラーな楕円曲線に拡張した（後に証明されたモジュラー性定理により、モジュラー性の仮定は常に満たされる）。

## キャッセルズ・テイト対
キャッセルズ・テイト対（Cassels–Tate pairing）はアーベル多様体
A
とその双対
Â
に対して定義される双線型対
Ш(A) × Ш(Â) → Q/Z
である。キャッセルズはこれを楕円曲線の場合に導入した。この場合、A
と
Â
は同一視できるので、この対は交代形式である。この形式の核は可除な元のなす部分群であり、テイト・シャファレヴィッチ予想が正しければこれは自明な群である。テイトはこの対をテイト双対性の変形版として一般のアーベル多様体に拡張した。A
の偏極を選ぶと
A
から
Â
への写像が定まり、これが
Q/Z
に値を持つ
Ш(A)
上の双線型対を誘導する。楕円曲線の場合と異なり、これは交代的とは限らず歪対称でもないかもしれない。
キャッセルズは楕円曲線の場合にこのペアリングは交代的であることを示した。これから、Ш
の位数が有限であればそれは平方数であることがわかる。一般のアーベル多様体について、Ш
の位数が有限であればそれは平方数だろうと何年ものあいだ誤って信じられてきた。これは
Tate (1963)
の結果の1つの引用の仕方を誤った
Swinnerton-Dyer (1967)
に端を発する。プーネン（Poonen）とシュトール（Stoll）は位数が平方数の2倍である例をいくつか与えた。有理数体上の種数が2のある曲線のヤコビ多様体でそのテイト・シャファレヴィッチ群の位数が2であるようなものなどである。スタインは位数を割り切る奇素数の冪指数が奇数となる例を与えた。アーベル多様体が主偏極を持てば
Ш
上のこの形式は歪対称である。これは
Ш
の位数は（有限ならば）平方数または平方数の2倍であることを意味する。さらに、主偏極が（楕円曲線の場合のように）有理因子からきている場合には、この形式は交代的であり、Ш
の位数は（有限ならば）平方数である。

### 日本語の文献
- 安田正大「アーベル多様体のBirch-Swinnerton-Dyer予想についての話題」『種数の高い代数曲線とAbel多様体 : 報告集』（PDF） 15巻〈整数論サマースクール報告集〉、2008年、291-328頁。 NCID BA85286142。

### 外国語の文献
- Cassels, John William Scott (1962), “Arithmetic on curves of genus 1. III. The Tate–Šafarevič and Selmer groups”, Proceedings of the London Mathematical Society, Third Series 12:  259–296, doi:10.1112/plms/s3-12.1.259, ISSN 0024-6115, MR0163913
- Cassels, John William Scott (1962b), “Arithmetic on curves of genus 1. IV. Proof of the Hauptvermutung”, Journal für die reine und angewandte Mathematik 211 (211):  95–112, doi:10.1515/crll.1962.211.95, ISSN 0075-4102, MR0163915
- Cassels, John William Scott (1991), Lectures on elliptic curves, London Mathematical Society Student Texts, 24, Cambridge University Press, doi:10.1017/CBO9781139172530, ISBN 978-0-521-41517-0, MR1144763
- Hindry, Marc; Silverman, Joseph H. (2000), Diophantine geometry: an introduction, Graduate Texts in Mathematics, 201, Berlin, New York: Springer-Verlag, ISBN 978-0-387-98981-5
- Greenberg, Ralph (1994), “Iwasawa Theory and p-adic Deformation of Motives”, in Serre, Jean-Pierre; Jannsen, Uwe; Kleiman, Steven L., Motives, Providence, R.I.: American Mathematical Society, ISBN 978-0-8218-1637-0
- Kolyvagin, V. A. (1988), “Finiteness of E(Q) and SH(E,Q) for a subclass of Weil curves”, Izvestiya Akademii Nauk SSSR. Seriya Matematicheskaya 52 (3):  522–540, 670–671, ISSN 0373-2436, 954295
- Lang, Serge; Tate, John (1958), “Principal homogeneous spaces over abelian varieties”, American Journal of Mathematics 80 (3):  659–684, doi:10.2307/2372778, ISSN 0002-9327, JSTOR 2372778, MR0106226
- Lind, Carl-Erik (1940). Untersuchungen über die rationalen Punkte der ebenen kubischen Kurven vom Geschlecht Eins (Thesis). Vol. 1940. University of Uppsala. 97 pp. MR 0022563。
- Poonen, Bjorn; Stoll, Michael (1999), “The Cassels-Tate pairing on polarized abelian varieties”, Annals of Mathematics, Second Series 150 (3):  1109–1149, arXiv:math/9911267, doi:10.2307/121064, ISSN 0003-486X, JSTOR 121064, MR1740984
- Rubin, Karl (1987), “Tate–Shafarevich groups and L-functions of elliptic curves with complex multiplication”, Inventiones Mathematicae 89 (3):  527–559, Bibcode: 1987InMat..89..527R, doi:10.1007/BF01388984, ISSN 0020-9910, MR903383
- Selmer, Ernst S. (1951), “The Diophantine equation ax³+by³+cz³=0”, Acta Mathematica 85:  203–362, doi:10.1007/BF02395746, ISSN 0001-5962, MR0041871
- Shafarevich, I. R. (1959), “The group of principal homogeneous algebraic manifolds” (ロシア語), Doklady Akademii Nauk SSSR 124:  42–43, ISSN 0002-3264, MR0106227  English translation in his collected mathematical papers
- Stein, William A. (2004), “Shafarevich–Tate groups of nonsquare order”, Modular curves and abelian varieties, Progr. Math., 224, Basel, Boston, Berlin: Birkhäuser, pp. 277–289, MR2058655
- Swinnerton-Dyer, P. (1967), “The conjectures of Birch and Swinnerton-Dyer, and of Tate”, in Springer, Tonny A., Proceedings of a Conference on Local Fields (Driebergen, 1966), Berlin, New York: Springer-Verlag, pp. 132–157, MR0230727
- Tate, John (1958), WC-groups over p-adic fields, Séminaire Bourbaki; 10e année: 1957/1958, 13, Paris: Secrétariat Mathématique, MR0105420
- Tate, John (1963), “Duality theorems in Galois cohomology over number fields”, Proceedings of the International Congress of Mathematicians (Stockholm, 1962), Djursholm: Inst. Mittag-Leffler, pp. 288–295, MR0175892,  オリジナルの2011-07-17時点におけるアーカイブ。
- Weil, André (1955), “On algebraic groups and homogeneous spaces”, American Journal of Mathematics 77 (3):  493–512, doi:10.2307/2372637, ISSN 0002-9327, JSTOR 2372637, MR0074084